# Superior Building
El Superior Building, conocido originalmente como Cleveland Discount Building, es un edificio de gran altura en el centro de Cleveland, la segunda ciudad más poblada del estado de Ohio (Estados Unidos). Su altura es de 81 metros, tiene 22 pisos y se completó en 1922. En la actualidad es el 28º edificio más alto de la ciudad. Lo diseñó en estilo neoclásico el estudio de arquitectura Walker & Weeks, que incorporó un conjunto de columnas dóricas en su base.
Aunque fue uno de los primeros rascacielos de la ciudad, nunca fue su estructura más alta. El Keith Building, también terminado en 1922, lo superó por 2 m. El Superior Building fue agregado al Registro Nacional de Lugares Históricos en 1991.